# Ritterella tamarae
Ritterella tamarae is een zakpijpensoort uit de familie van de Ritterellidae. De wetenschappelijke naam van de soort is voor het eerst geldig gepubliceerd in 1998 door Sanamyan.